# Thống Nhất, thành phố Kon Tum
Thống Nhất là một phường thuộc thành phố Kon Tum, tỉnh Kon Tum, Việt Nam.

## Địa lý
Phường Thống Nhất có vị trí địa lý:
- Phía đông giáp phường Thắng Lợi và xã Đăk Rơ Wa
- Phía tây giáp phường Quyết Thắng
- Phía nam giáp xã Chư Hreng
- Phía bắc giáp phường Thắng Lợi.

Phường Thống Nhất có diện tích 4,53 km², dân số năm 2020 là 10.187 người, mật độ dân số đạt 2.249 người/km².

## Hành chính
Phường Thống nhất được chia thành 6 tổ dân phố: 1, 2, 3, 4, 5, 6 và 2 thôn: Kon Hra Chot, Kon Tum Kơ Nâm.

## Lịch sử
Ngày 6 tháng 12 năm 1990, Ban Tổ chức Chính phủ ban hành Quyết định số 543/TCCB-CP về việc thành lập phường Thống Nhất trên cơ sở một phần diện tích và dân số của phường Thắng Lợi.
Ngày 10 tháng 4 năm 2009, Chính phủ ban hành Nghị định 15/NĐ-CP về việc thành lập thành phố Kon Tum thuộc tỉnh Kon Tum. Phường Thống Nhất trực thuộc thành phố Kon Tum.
Ngày 30 tháng 12 năm 2019, Hội đồng nhân dân tỉnh Kon Tum ban hành Nghị quyết số 66/NQ-HĐND về việc:
- Sáp nhập TDP 2 vào TDP 1
- Sáp nhập TDP 3 và TDP 4 thành TDP 2
- Sáp nhập TDP 5 và TDP 8 thành TDP 3
- Sáp nhập TDP 6 và TDP 7 thành TDP 4
- Sáp nhập TDP 9 và TDP 11 thành TDP 5
- Sáp nhập TDP 10 và TDP 12 thành TDP 6.